# Maneti
Le maneti (en géorgien : მანეთი) ou rouble géorgien est la monnaie de la République démocratique de Géorgie puis de la République socialiste soviétique de Géorgie de 1919 à 1923.
La république démocratique de Géorgie a émis des billets d'une valeur allant de 50 kapeiki à 5 000 maneti. Au revers des billets d'un maneti et plus se trouvent des inscriptions en russe et en français indiquant qu'il s'agit de « roubles ayant cours obligatoire au même titre que les billets de crédit russes ».

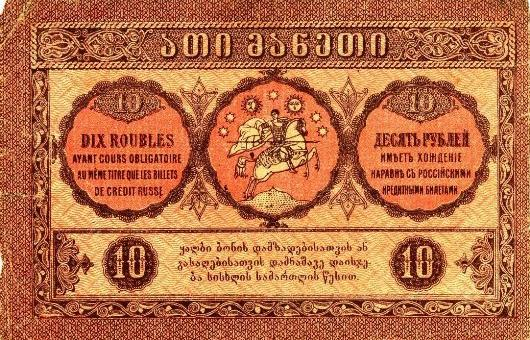
Revers du billet de 10 maneti de 1919 avec inscriptions en russe et français.

La R.S.S. de Géorgie a elle émis des billets de 5000 à 5 millions de maneti en 1922.
En 1923 le rouble géorgien disparaît au profit du rouble de Transcaucasie, remplacé à son tour par le rouble soviétique en 1924.